# Dulcería de Celaya

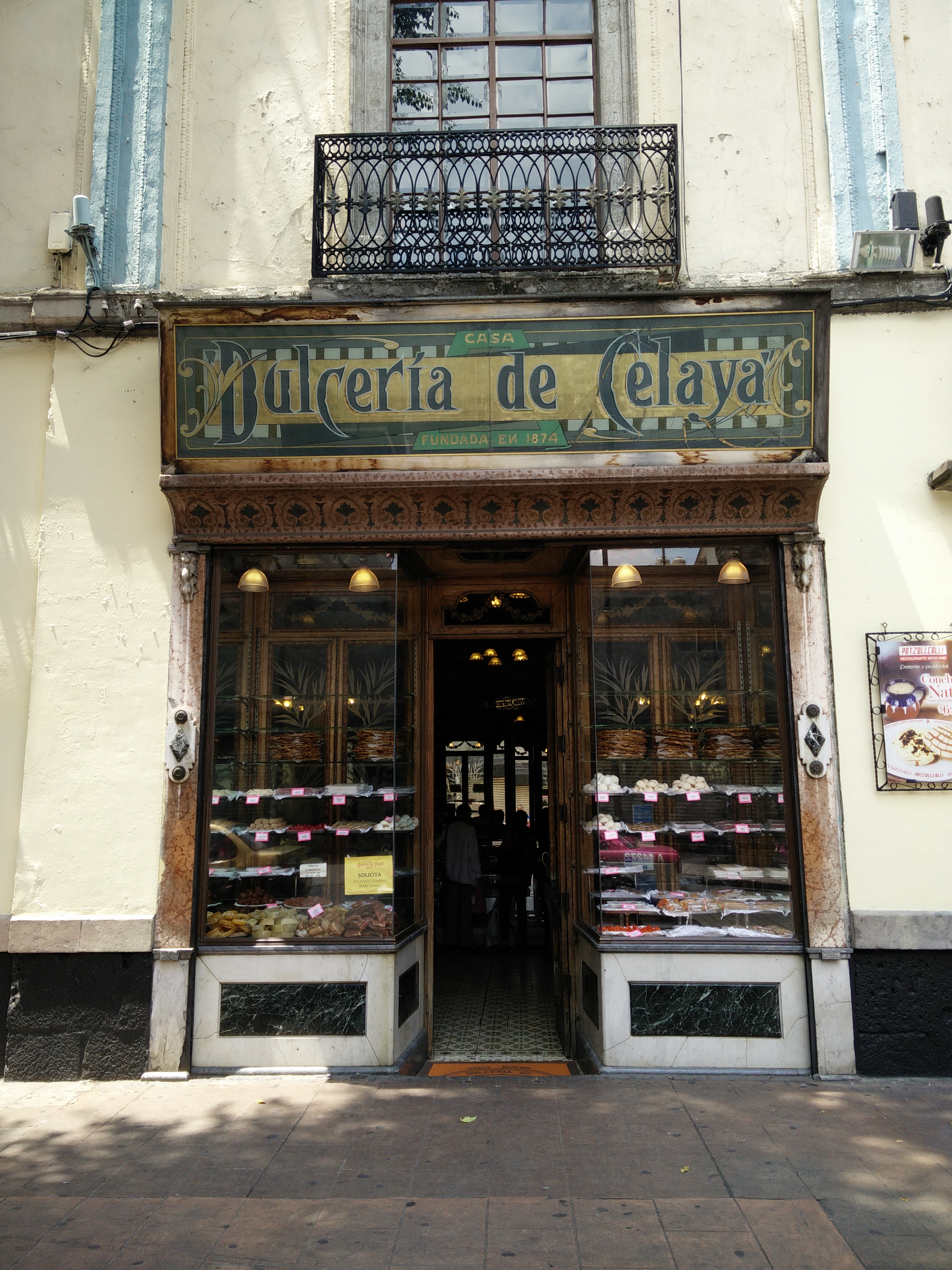
Ladenfront in der Avenida 5 de Mayo

Die Dulcería de Celaya ist ein Süßwarenhandel mit zwei Ladengeschäften in Mexiko-Stadt. Die Dulcería wurde 1874 von der Familie Guízar gegründet; das Fachgeschäft war das erste dieser Art in ganz Lateinamerika. Sie verkauft ausschließlich typisch mexikanische Süßigkeiten, meist aus eigener Produktion, teils aber auch von anderen Herstellern.
Der Name verweist auf die mexikanische Stadt Celaya, die Ende des 19. Jahrhunderts einen herausragenden Ruf für ihre Süßigkeiten hatte. Das erste Ladengeschäft befand sich in der heutigen Calle de Madero, um 1900 zog das Unternehmen um in die Avenida 5 de Mayo, wo es bis heute seinen Sitz hat. Das im Jugendstil eingerichtete Ladengeschäft mit Spiegeln rundum, handgeschnitzten Eichenkommoden und grünem Fliesenboden ist seither weitgehend unverändert erhalten geblieben, das Schild des Geschäftes ist das älteste im historischen Zentrum von Mexiko-Stadt.
Im Angebot hat die Dulcería in der Regel um die 90, saisonal bis zu 150 verschiedene Süßigkeiten, meist basierend auf Milch, Kokos, Zucker, Früchten und Nüssen. Darunter sind Jamoncillos, Nogada, Muéganos, und Palanqueta, aber auch regionale Spezialitäten wie Camotes (kleine Rollen aus Süßkartoffelbrei, typisch für den Bundesstaat Puebla) oder Tepopozte aus Colima.

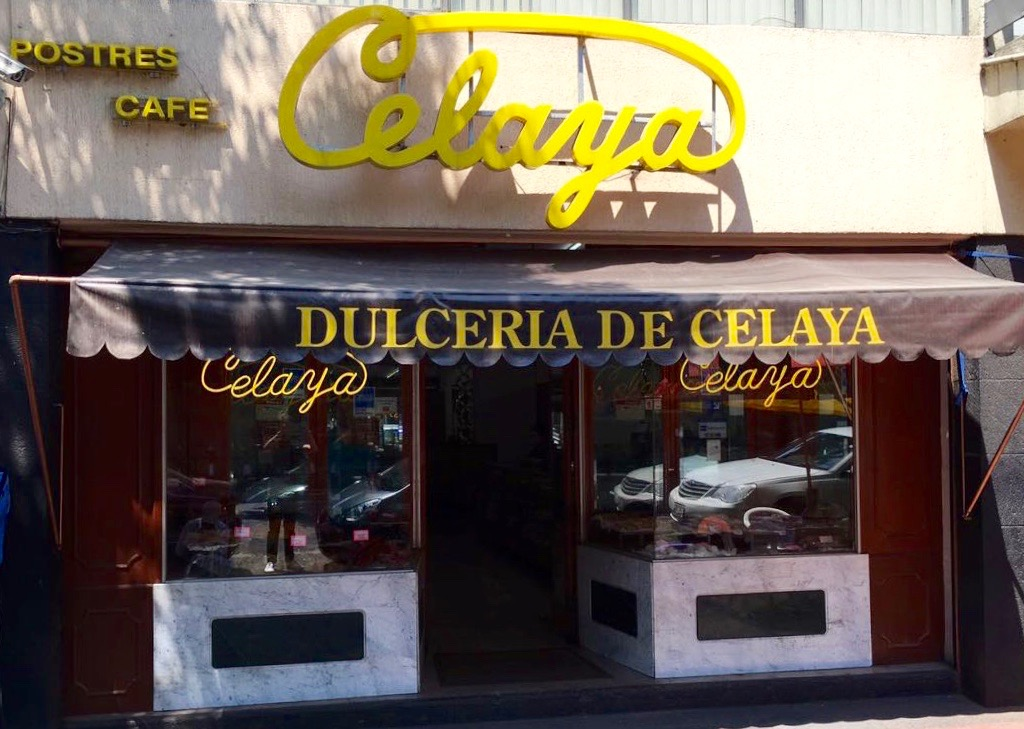
Die Filiale in der Colonia Roma

Ursprünglich vertrieb die Firma ausschließlich Fremdwaren, begann jedoch später einzelne Teile des Angebotes selbst herzustellen, zuerst im Keller des Geschäftes, später in eigener Fabrik im benachbarten Stadtteil Colonia Roma, wo auch eine Filiale des Unternehmens angesiedelt ist. Heute stammen rund 90 Prozent des Angebotes aus eigener Produktion, nur regionale Spezialitäten werden noch zugekauft.
Heute, wo der Süßwarenmarkt weitgehend durch Massenprodukte dominiert wird, ist die Dulcería ein klassisches Spezialitätenfachgeschäft, zunehmend wird sie von Touristen, insbesondere aus Europa, besucht.

## Nachweise
1. 1 2  Isamara Gonzalez: Dulcería de Celaya, tradición en el Centro Histórico – Turismo – El Universal DF (Memento vom 4. März 2016 im Internet Archive), Zugriff am 25. August 2015
2. 1 2 3 4  Jim Budd: Classic Mexican candies at Dulceria Celaya | Inside Mexico (Memento vom 30. September 2015 im Internet Archive), Zugriff am 25. August 2015